# Албански вилајет
Албански вилајет (Vilâyet-i Arnavid; алб. Vilajeti shqiptar) је био пројекат о стварању вилајета у Османском царству на западу Балканског полуострва, који би укључивао вилајете са знатним бројем Албанаца: Битољски, Јањински, Косовски и Скадарски вилајет. Једно вријеме пројекат је укључивао чак и Солунски вилајет. Старање вилајета је потврђено у септембру 1912. године, али преговори су прекинути мјесец дана касније са почеком Првог балканског рата. Планови о стварању Албанског вилајета су изгубљени подјелом Албаније.
Засебни Алански вилајет је био дио планова многих албанских организавија и удружења од 1877. године, периода познатог и као Албански народни препород. Стварање такве територијалне јединице је било договорено између албанских устаника и овлашћених представника Османског царства 4. септембра 1912. године, којим је претходио Албански устанак. Убрзо након склапања договора избио је Први балкански рат и европске територије Османског царства су биле подјељене између чланица Балканског савеза. Након што је војска Краљевине Србије заузела Скопље, Исмаиљ Ћемали је сазвао групу Албанаца из сва четири вилајета који су на Свеалбанском конгресу договорили уједињење у један вилајет. Прогласили су независност 28. новембра 1912. године и успоставили Прелазну владу Албаније.
Исте територије су биле дио претензија околних нација које су већ подигле свој национални развој на ниво државности: на Скадарски вилајет су претендовале Србија и Црна Гора, на Косовски Србија, Црна Гора и Бугарска, на Битољски Србија, Грчка и Бугарска и на Јањински само Грчка.Неколико недјеља након почетка рата, највећи дио територија, на којим је требало да буде успостављен Албански вилајет, подјељен је између држава чланица Балканског савеза и на њима је успостављен кондоминијум. Коначне границе између држава Балканског савеза и новоформиране Кнежевине Албаније одређене су споразумима у Лондону и Букурешту, занемарујући планове о стварању Албанског вилајета, чиме је велики број Албанаца остао изван националне државе.

## Догађаји

### Централни комитет за заштиту права албанског народа
Централни комитет за заштиту права албанског народа је био организација успостављена у Истанбулу 1877. године од стране утицајних интелектуалаца и политичара, као што су Пашко Васа, Абдул Фрашери, Сами Фрашери и многи други. Предсједник комитета је био Абдул.
Комитет је своју идеју о уједињењу Битољског, Јањинског, Косовског и Скадарског вилајета у један албански вилајет објавио у новинама „Tercüman-ı Hakikat“.

### Призренска лига
Призренска лига је била албанска политичка организација основана 10. јуна 1878. године у Призрену, у Косовском вилајету. Почетни положај лига је био заснован на вјерској солидарности земљодржаца и људи који су повезани са османском управом, као и вјерским властима, што је био разлога за давање назива — Комитет правих муслимана (алб. Komiteti i Myslimanëve të Vërtetë). На првом састанку лиге потписан је меморандум који није говорио о реформама, ни школама, ни аутономији или уједињењу Албанаца у један вилајет.
Ускоро након првог састанка организација је прихватила нову агенду, под утицајем Абдул Фрашерија, која је укључивала успостављање новог Албанског вилајета.
Tercümân-i-Şark, у којем је Сами Фрашери био један од запослених, извјештавао је о догађајима на простору насељеном Албанцима и о унионистичком друштву успотављеном од стране делегата Призренске лиге.

### Пећка лига
Пећка лига је била албанска политичка организација основана 1899. у Пећи, у Косовском вилајету. Основао ју је Хаџи Зека, бивши члан Призренске лиге, који је дијелио исту платформу у захтјеву за аутономију албанског вилајета унутар Османског царства. Постојале су двије групе чланова. Прву групу су чинили конзевативни и умјерени чланови који су жељели да пет вилајета (укључујући Солунски вилајет) буде уједињено у један Албански вилајет, док су другу групу чинили радикалнији чланови који су жељели потпуну управну аутономију за четири вилајета који би били уједињени у Албански вилајет.

### Албански устанак
Албански устанак 1912. године био је један од албанских устанака у Османском царству и трајао је од јануара до августа 1912. Устанак је почео у западном дијелу Косовског вилајета и предводио га је Хасан Приштина, Неџип Драга, Бајрам Цури и други. Приштина који је био у Косовском вилајету током устанка и Исмаиљ Ћемали који је у Европи набављао оружје и новац и покушавао да придобије европско јавно мјење, одржавали су комуникацију преко британског конзулата у Скопљу. Есад-паша Топтани је био задужен за подизање устанка у средишњој Албанији и Мирдити.
Након низа успјеха, устаници су успјели заузети Скопље, управно средиште Косовског вилајета. Устанак је завршен када је османска влада пристала на све захтјеве (изостављајући посљедњи, војни суд за османске официре који су покушали да спријече устанак) 4. септембра 1912.

### Списак прихваћених захтјева
Албански побуњеници су 1912. године представили нови списак захтјева (тзв. списак Четранест захтјева) везаних за идеју Албанског вилајета, који се могу сажети на сљедећи начин:
- аутономни систем управе и правосуђа;
- војну службу на подручју четири вилајета да обављају само Албанци, осим у случају рата;
- запошљавање службеника који знају мјесне језике и обичаје, али не нужно Албанце;
- оснивање нових лицеја и пољопривредних школа у већим окрузима;
- реоранизација и модернизација вјерских школа и употреба албанског језика у секуларним школама;
- слободу оснивања приватних школа и друштава;
- развој трговине, пољопривреде и јавних радова;
- општа амнестија за све Албанце укључене у устанак;
- војни суд за оне османске официре који су покушали сузбити устанак.